# 普莱讷达尔让松
普莱讷达尔让松（法語：Plaine-d'Argenson，法語發音：[plɛn daʁʒɑ̃sɔ̃]）是法国德塞夫勒省的一个市镇，属于尼奥尔区。该市镇于2018年由原市镇普里塞-拉沙里耶尔、贝尔维尔、布瓦斯罗勒和圣艾蒂安-拉西戈涅合并而成，行政中心位于普里塞-拉沙里耶尔。

## 地理
普莱讷达尔让松（46°9'11.88"N, 0°28'59.00"W）面积44.93 平方千米，位于法国新阿基坦大区德塞夫勒省，该省份为法国西部内陆省份，北起曼恩-卢瓦尔省，西接旺代省，南至夏朗德省和滨海夏朗德省，东临维埃纳省。
与普莱讷达尔让松接壤的市镇（或旧市镇、城区）包括：博瓦尔叙尼奥尔、维利耶昂布瓦、勒韦尔、布托讷河畔圣塞沃兰、孔泰斯新城、米尼翁河畔德伊、瓦勒迪米尼翁、拉富瓦蒙若。
普莱讷达尔让松的时区为UTC+01:00、UTC+02:00（夏令时）。

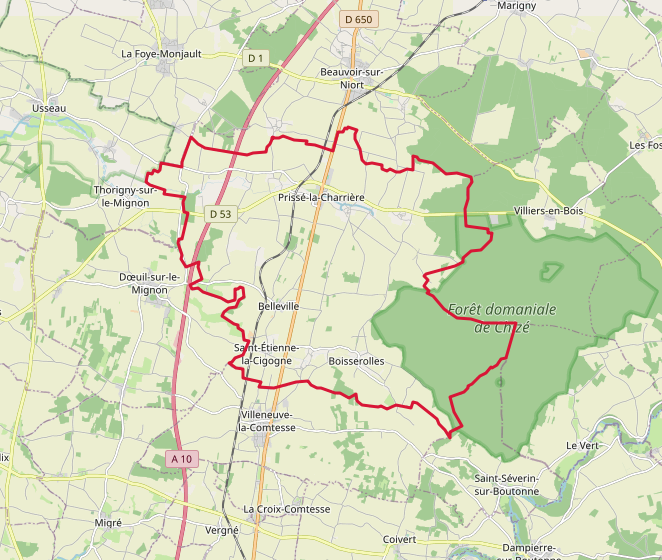
普莱讷达尔让松的OSM定位图

## 行政
普莱讷达尔让松的邮政编码为79360，INSEE市镇编码为79078。

## 政治
普莱讷达尔让松所属的省级选区为米尼翁-布托讷县。

## 人口
普莱讷达尔让松于2022年1月1日时的人口数量为993人。